# Fritz Wiessner

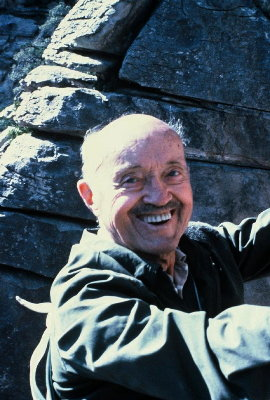
Fritz Wiessner, 1986

Fritz Wiessner bzw. Wießner (* 26. Februar 1900 in Dresden; † 3. Juli 1988 in Stowe, Vermont) war ein deutsch-amerikanischer Bergsteiger.

## Leben

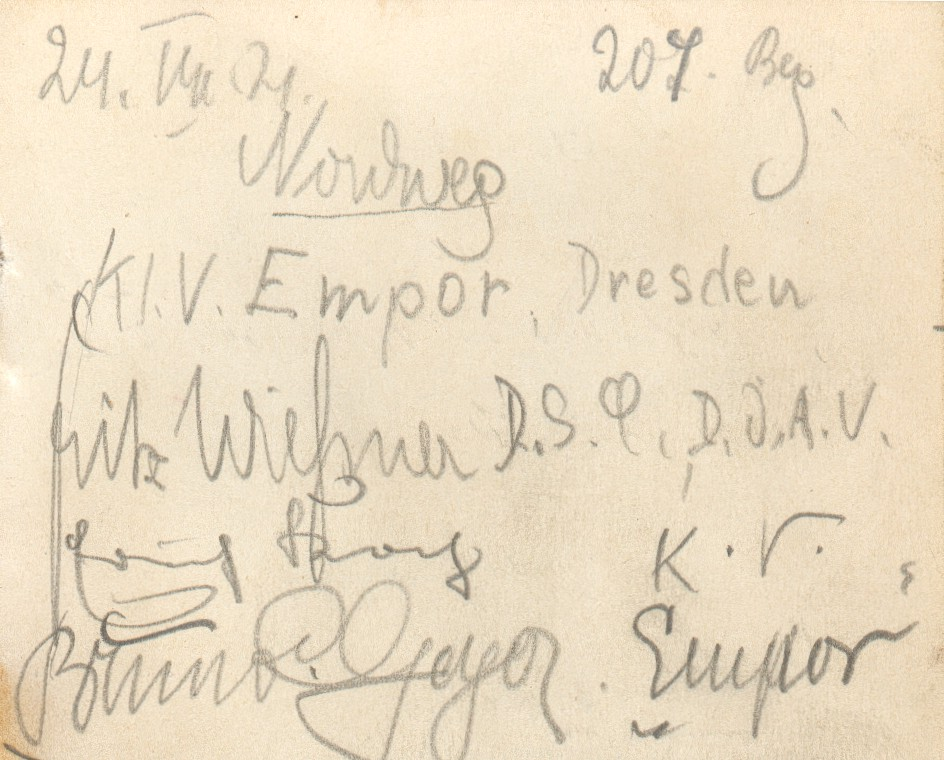
Gipfelbucheintrag Fritz Wiessner

Hermann Fritz Wießner wurde als Sohn des Dekorationsmalermeisters Ernst Hermann Wießner und seiner Ehefrau Pauline Bertha geb. Zumpe in der Gerokstraße 31/I in Dresden geboren und wuchs in einer Großfamilie auf. Mit seinem gleichaltrigen Cousin Otto unternahm er die ersten Klettertouren im Elbsandsteingebirge. In den 1920er-Jahren kletterte Wiessner Erstbegehungen und Wiederholungen schwierigster Routen in den Alpen und im Elbsandsteingebirge. So gelangen ihm Routen bis in den oberen siebten sächsischen Grad, so der „Wießnerriß“ am Frienstein und in den Alpen die „Wießner/Rossi“ an der Fleischbank.
1929 wanderte Wiessner in die USA aus, studierte Chemie und leitete bald ein erfolgreiches Chemieunternehmen. Er begann, mit amerikanischen Gefährten zu klettern. 1932 war er Teilnehmer der Deutsch-Amerikanischen Himalaja-Expedition zum Nanga Parbat, der jedoch ein Gipfelerfolg versagt blieb.
1935 entdeckte Wiessner die Shawangunk Mountains (indianische Bezeichnung), eine 12 km lange, 40 bis 100 m hohe Wandflucht in den Appalachen. Der Fels, aus Quarzkonglomerat, war fest und gutgriffig. In den folgenden Jahren erschloss Wiessner im freien, also hilfsmittellosen Kletterstil (sog. Freeclimbing) hier rund 50 Routen. 1936 gelang ihm zusammen mit William P. House die Erstbesteigung des kanadischen Mount Waddington (4019 m) – ein schwieriger Berg, denn vor Wiessners Besteigung scheiterten 16 Expeditionen und danach zwölf weitere Besteigungsversuche. Erst 1942 erfolgte die zweite Besteigung des Berges auf der Wiessner-Route. Im Bundesstaat Wyoming gelang Wiessner, ebenfalls noch im Jahr 1936, die zweite (und erste freie) Begehung des Nordgrates des Grand Teton (4196 m). Im darauffolgenden Jahr (1937) gelang ihm die erste freie und damit sportliche Besteigung des Devils Tower. Seinen Freikletterstil, den er vom sächsischen Bergsteigen her kannte, wandte er konsequent an und vertrat diesen auch öffentlich vehement. Sein Stil wurde schließlich richtungsweisend für den modernen Klettersport.

## Expedition zum K2 bis in Gipfelnähe
1939 leitete Wiessner gemeinsam mit dem Finanzier Dudley Wolfe eine amerikanische Expedition zum K2 (8611 m). Wiessners Organisation und Logistik waren vorbildlich. Die Hauptschwierigkeiten bereits hinter sich, stand er gemeinsam mit Dudley Wolfe und seinem Sherpa Pasang Dawa Lama auf fast 8400 m kurz unter dem Gipfel. Aufgrund körperlicher Erschöpfung konnte Dudley Wolfe nicht mehr weiter und blieb in einem Biwak zurück, während Wiessner zusammen mit dem Sherpa zum darunterliegenden Lager absteigen wollten, wo der Rest der Expeditionstruppe auf sie warten sollten. Wiessner wollte seinen Expeditionspartner Dudley Wolfe nicht allein lassen und willigte in den Abstieg ein, um später wiederkommen zu wollen.
Aufgrund einer Verkettung unglücklicher und von Wiessner unverschuldeter Umstände, wohl auch aufgrund Fehleinschätzungen weiter unten verbliebener Amerikaner, die Gipfelmannschaft sei ums Leben gekommen, scheiterte die Expedition jedoch in der Folge unter dramatischen Umständen: Die aus der Gipfelregion Rückkehrenden fanden sämtliche Hochlager verlassen, zerstört und von Schlafsäcken geräumt vor; sie mussten unter unsäglichen Umständen in Schlafmangel und Erfrierungsgefahr absteigen. Diese Strapazen erlaubten es Wiessner nicht mehr, einen neuen Gipfelversuch zu unternehmen.
Beim erneuten Versuch des Sherpa Pasang Dawa Lama, mit einem anderen Kollegen den Finanzier dieser Expedition, Dudley Wolfe, aus dem Biwak-Lager zu retten, kehrten diese nicht mehr zurück.
Der American Alpine Club leitete eine Untersuchung ein, deren Abschlussbericht die enorme bergsteigerische und organisatorische Leistung Wiessners herabsetzte und ihn als den verantwortlichen Expeditionsleiter mit willkürlichen Vorwürfen konfrontierte, was Wiessner zum Austritt aus dem AAC veranlasste. Der Abschlussbericht des AAC war im Geiste des mit Nazideutschland heraufziehenden Krieges einseitig und (gegen den gebürtigen Deutschen) voreingenommen abgefasst. 1978, fast 40 Jahre später, wurde Wiessner durch den AAC rehabilitiert und hoch geehrt. Jack Durrance hatte David Roberts ein Interview über seine Sicht der Expedition 1939 gegeben, jedoch seine Erlaubnis zur Veröffentlichung kurz darauf widerrufen: die Motivation zur Zerstörung der Hochlager sollte so ein Geheimnis bleiben; Durrance hatte in späteren Gesprächen die Sherpas für das Räumen der Lager als verantwortlich benannt.
Wiessners Expedition ist als eine der bedeutendsten Leistungen in die Geschichte des Alpinismus eingegangen. (Der erste Achttausender, Annapurna I, wurde 1950, der Mount Everest 1953 bestiegen. Der K2, als einer der schwierigsten Berge der Welt, wurde schließlich 1954 zum ersten Mal bestiegen.) Während des Zweiten Weltkrieges diente Wiessner als technischer Berater der 10. Gebirgsdivision und arbeitete in der Kommission „Ausrüstung für kalte Klimagebiete“ des Amtes des Generalquartiermeisters in Washington, D.C. mit.

## Nachkriegszeit
1945 heiratete Wiessner Muriel Schoonmaker. 1946 wurde Sohn Andrew und 1947 Tochter Pauline („Polly“) geboren. 1952 zog die Familie Wiessner nach Stowe in Vermont. Tochter und Sohn begleiteten ihren Vater später auf vielen Reisen und Touren. Seine Frau Muriel war ihm bis zu seinem Tode eine treue Begleiterin bei weltweiten Reisen, Kletterfahrten und Skitouren.
1964 reiste Wiessner erstmals wieder in seine alte Heimat, das Elbsandsteingebirge. Als Ehrengast des Deutschen Wanderer- und Bergsteigerverbandes der DDR nahm er an den Feierlichkeiten des Jubiläums „100 Jahre Bergsteigen in Sachsen“ teil. Bis 1986 besuchte er nun alljährlich die alte Heimat und kletterte immer noch begeistert im Sandstein. Selbst im hohen Alter stieg er Wege bis zum V. sächsischen Grad vor; im Nachstieg bei Bernd Arnold, Uli Peemüller, Werner Rump und anderen meisterte er noch Wege im VII. Grad.
1967 wurde Wiessner, inzwischen Ehrenmitglied des American Alpine Club (AAC), Teilnehmer der Yukon-Centennial-Expedition des Kanadischen Alpenclubs. Schlechtes Wetter vereitelte die Besteigung der höchsten Berge in dem noch recht unbekannten Gebiet der Eliaskette im Yukon-Territorium. Dennoch gelang Wiessner, gemeinsam mit seinem Sohn Andrew und anderen, in einer kurzen Schönwetterperiode die Erstbesteigung von zwei Dreitausendern.
1973 wurde unter Wiessners Vorsitz der Kommission für Schwierigkeitsbewertung und Routenbeschreibung innerhalb der Union Internationale des Associations d’Alpinisme (UIAA) die alpine Schwierigkeitsskala neu bewertet und verabschiedet.
Am 3. Juli 1988 endete das Leben von Fritz Wiessner in Stowe (Vermont). Auch nach mehreren Schlaganfällen im Jahr 1987, die ihn teilweise lähmten und an den Rollstuhl fesselten, blieb er gedanklich dem Bergsteigen und Klettern bis zu seinem Tode verbunden: „Ich denke noch viel über das Klettern nach – aber nicht am Tage. Ich denke darüber meist nachts und zu besonderen Gelegenheiten nach, wenn ich das Leben ganz allgemein satt habe. Wenn ich dann wünschte, ich könnte hinübergehen zu den Bäumen und Felsen, dann erfreue ich mich an meinen Träumen über das Klettern.“